# Championnat de Birmanie de football 2009-2010
Navigation
Saison précédente Saison suivante
Le Championnat de Birmanie de football 2009-2010 est la seconde édition de la Myanmar National League. Les huit meilleurs clubs du pays sont regroupés au sein d'une poule unique où ils s'affrontent deux fois, à domicile et à l'extérieur. 
C'est le club de Yadanarbon FC, tenant du titre, qui est à nouveau sacré cette saison après avoir terminé en tête du classement final, avec trois points d'avance sur Delta United et cinq sur Kanbawza FC. C'est le deuxième titre de champion de Birmanie de l'histoire du club.

## Qualifications continentales
Le champion de Birmanie se qualifie pour la Coupe du président de l'AFC 2011.

## Les clubs participants
| - Yadanarbon FC - Yangon United - Magwe FC - Kanbawza FC | - Zayar Shwe Myay FC - Okktha United FC - Delta United FC - Southern Myanmar United |

## Compétition
Le barème utilisé pour établir le classement est le suivant :
- Victoire : 3 points
- Match nul : 1 point
- Défaite : 0 point

### Classement
| Rang | Équipe                  | Pts | J  | G | N | P  | Bp | Bc | Diff |
| ---- | ----------------------- | --- | -- | - | - | -- | -- | -- | ---- |
| 1    | Yadanarbon FCT          | 29  | 14 | 9 | 2 | 3  | 24 | 13 | +11  |
| 2    | Delta United FC         | 26  | 14 | 8 | 2 | 4  | 22 | 15 | +7   |
| 3    | Kanbawza FC             | 24  | 14 | 7 | 3 | 4  | 25 | 18 | +7   |
| 4    | Yangon United           | 23  | 14 | 7 | 2 | 5  | 24 | 16 | +8   |
| 5    | Zayar Shwe Myay FC      | 17  | 14 | 5 | 2 | 7  | 19 | 19 | 0    |
| 6    | Okktha United FCC       | 15  | 14 | 3 | 6 | 5  | 11 | 20 | -9   |
| 7    | Magwe FC                | 14  | 14 | 3 | 5 | 6  | 11 | 18 | -7   |
| 8    | Southern Myanmar United | 8   | 14 | 2 | 2 | 10 | 16 | 33 | -17  |

|  | Qualification pour la Coupe du président de l'AFC 2011 |
|  | T : Tenant du titre                                    |

## Bilan de la saison
| Championnat de Birmanie de football 2009-2010 |                          |
| Champion                                      | Yadanarbon FC (2e titre) |
| Qualifications continentales                  |                          |
| Coupe du président de l'AFC 2011              | Yadanarbon FC            |
| Promotions et relégations                     |                          |
| Promus en Myanmar National League             | Zwekapin United          |
| Promus en Myanmar National League             | Nay Pyi Taw FC           |
| Promus en Myanmar National League             | Manaw Myay FC            |
| Relégués en MNL-2                             | Aucun                    |